# Herman Hugg
Herman Elzo Hugg (19 de enero de 1921 - 2 de octubre de 2013) fue un artista, educador y filósofo estadounidense.
Hugg fue primordialmente un pintor, cuyas obras incluyen elementos surrealistas y espirituales. Él también creó esculturas en piedra y madera, y obras singulares de gran escala de esmalte sobre metal reciclado. Forsaken Garden (1947)
Por un largo tiempo fue residente de Beaumont, Texas, profesor en South Park High School en Beaumont y miembro de la Liga de Arte de Beaumont.

## Biografía

### Primeros años
Herman Elzo Hugg nació el 19 de enero de 1921, en la ciudad de Strawberry, Arkansas y fue hijo de Edgar y Telia Massey Hugg. La familia se mudó a Texas Panhandle cuando Herman tenía seis años.

### Segunda Guerra Mundial
Hugg sirvió en la Marina de Estados Unidos Seabees 47.º Batallón durante la Segunda Guerra Mundial en las Islas Salomón.